# آرند هیتینگ

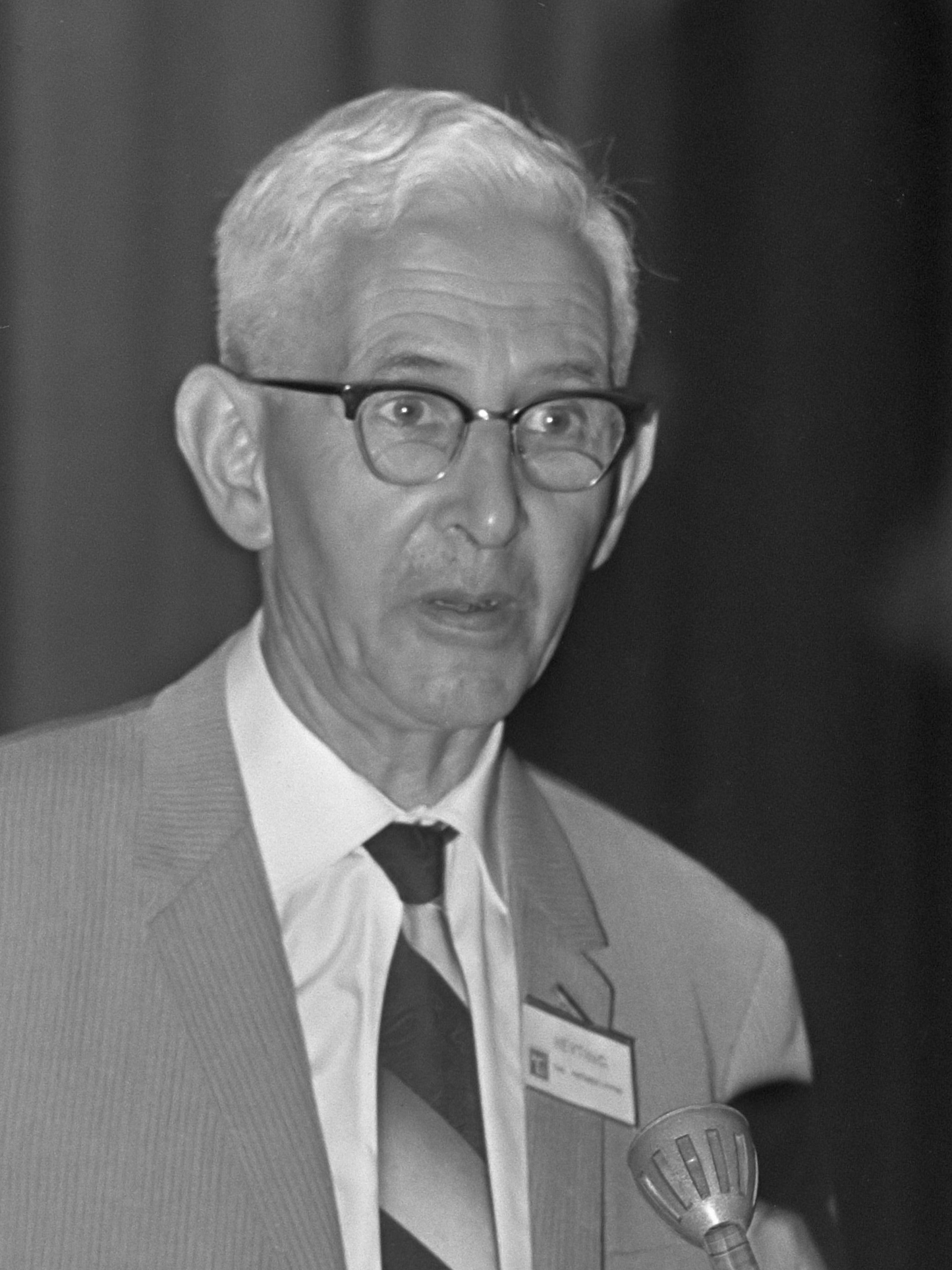
پروفسور ارند هیتینگ اوت ۱۹۶۷

آرند هیتینگ (به هلندی: Arend Heyting) (۹ مه ۱۸۹۸ آمستردام هلند – ۹ ژوئیه ۱۹۸۰ لوگانو سوئیس) ریاضی‌دان و منطق‌دان هلندی است. او دانشجوی براور بود و فعالیت عمده‌ای برای قرار گفتن منطق شهودگرا در منطق ریاضی انجام داد. پروژه وی از جهاتی در تقابل با مقاصد بنیانگذار قرار داشت، به طوری که براوئر این پروژه را بی‌حاصل خواند.